# La Reine Marguerite d'Autriche à cheval
Le portrait de la Reine Marguerite d'Autriche est une huile sur toile de  Diego Velázquez peinte en 1634-1635 et conservée au Musée du Prado depuis sa création en 1819. C'est un portrait équestre de Marguerite d'Autriche-Styrie.

## Analyse
Velázquez avait reçu une commande pour une série de portraits équestres de la famille royale, destinés au Salon des Royaumes du Palais du Buen Retiro de Madrid. La toile y fut exposée aux côtés des portraits de Philippe III d'Espagne, de son fils Philippe IV, de la reine Isabelle et du prince Balthazar Carlos.
Comme pour la toile de son époux, Philippe III, la participation de l’atelier de Vélasquez pour cette toile est importante. Velasquez repeignit avec des touches séparées le harnais du cheval, initialement très détaillistes. La même fluidité du tracé s'observe pour la tête de la reine, mais la crinière et certaines zones du paysage furent retouchées et masquèrent des éléments peints avec une grande liberté et qui étaient peut être de la main de Vélasquez. Postérieurement, peut-être au XVIIIe siècle, deux bandes latérales durent ajoutées. Ces ajouts très visibles furent supprimés en 2011 lors de la restauration générale de l'œuvre.

## Description

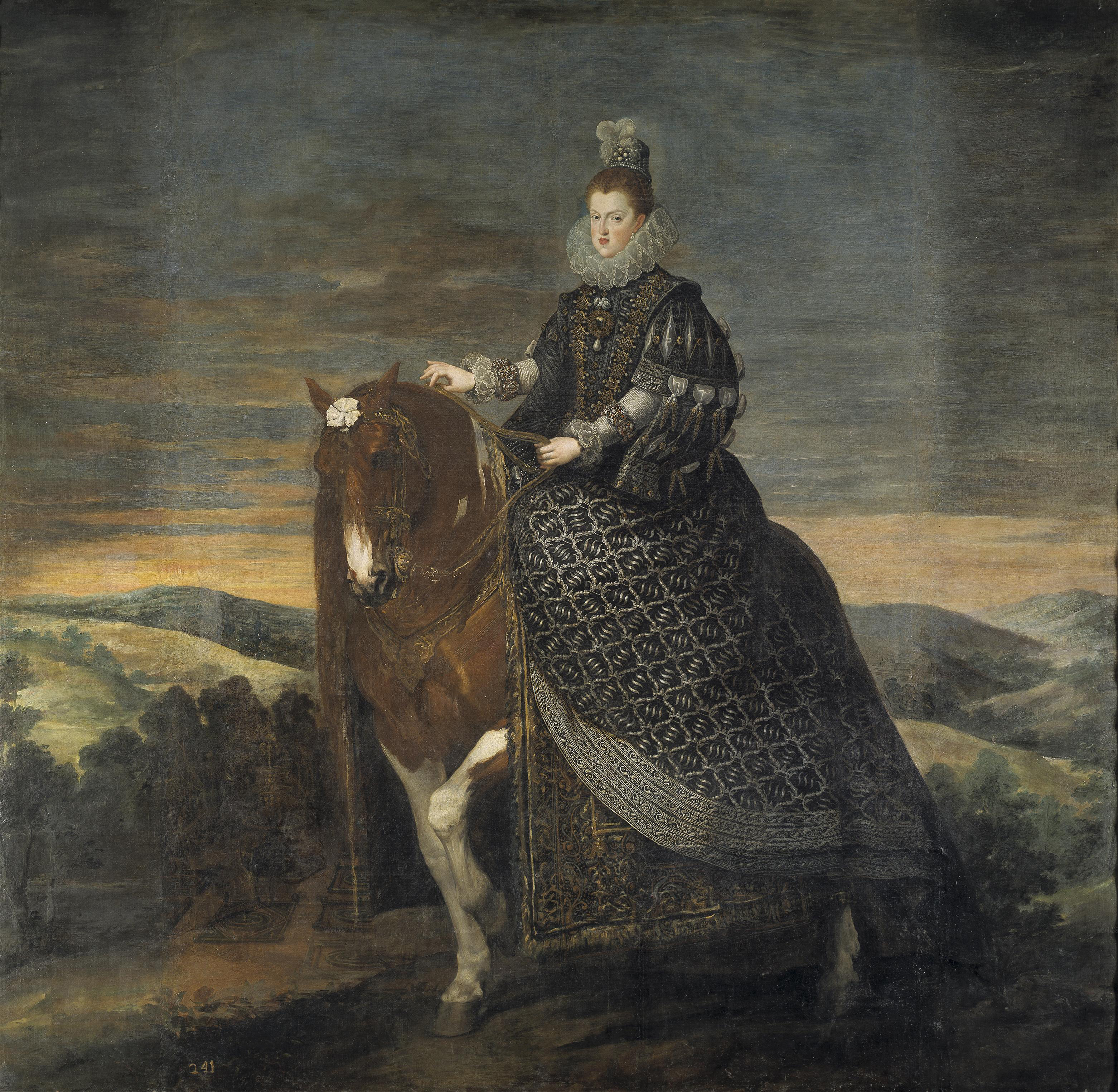
La toile avant restauration, avec deux bandes ajoutées sur les côtés.

La Reine apparaît avec un vêtement chargé d'où se détachent deux joyaux fameux de la couronne d'Espagne: la « perle Pérégrine » et le diamant taillé «El Estanque (es)».
Le cheval est représenté alors qu'il marche. Il regarde vers la gauche afin que l'œuvre soit symétrique avec celle de son époux qui regarde vers la droite.
Les chevaux de Vélasquez sont inspirés des chevaux ibériques, fougueux et brillants, et de chevaux résistants aux formes lourdes.

## Postérité
Dans sa série de gravures d'après Vélasquez, Francisco de Goya a effectué une copie de La Reine Marguerite d'Autriche à cheval intitulée Marguerite d'Autriche. Reine d'Espagne, épouse de Philippe III (1778, eau-forte).